# 기상관측소

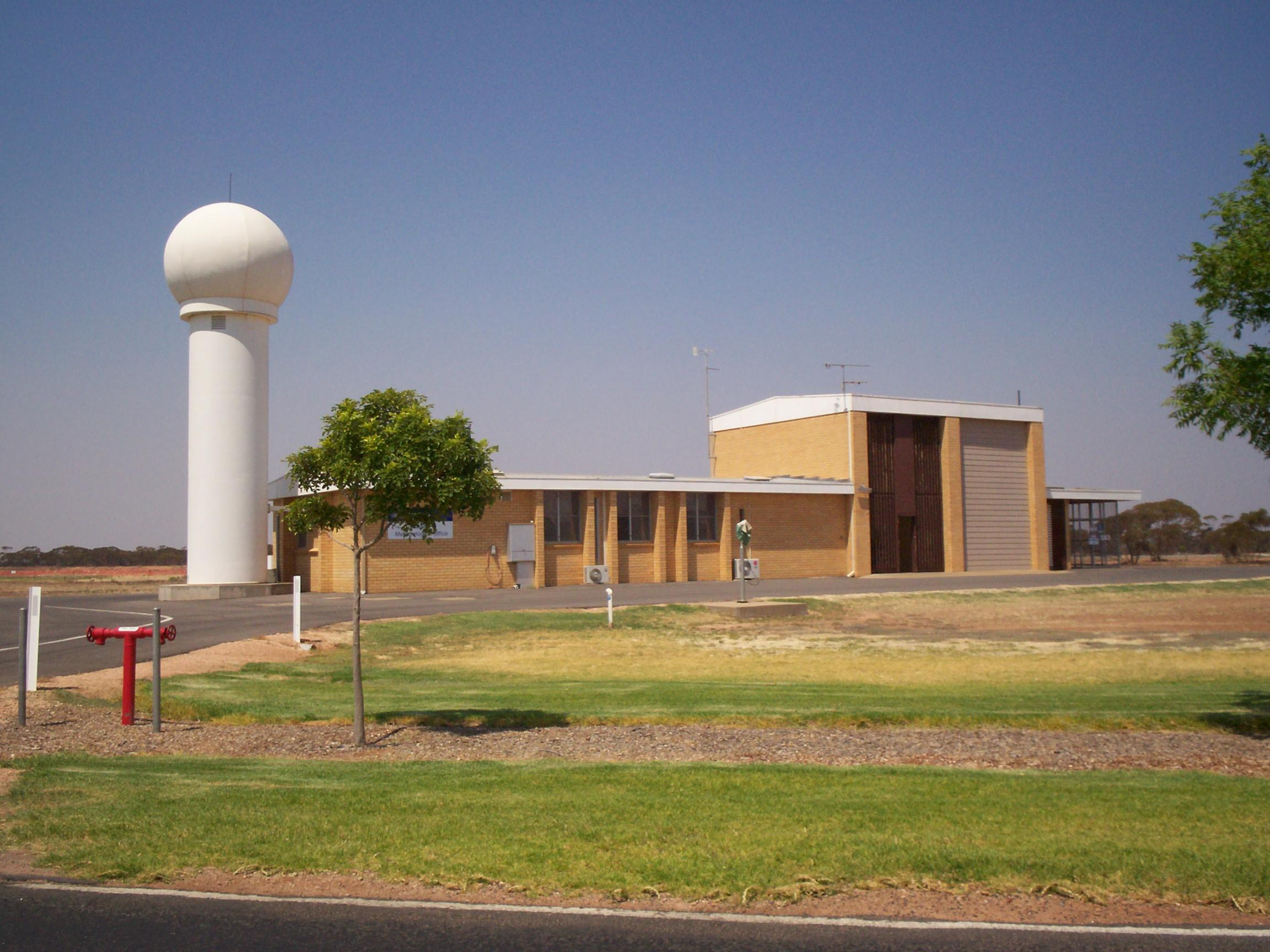
오스트레일리아 빅토리아주 밀두라 공항의 기상관측소.

기상관측소(氣象觀測所)는 일기 예보에 필요한 기온, 강수량, 풍향, 풍속, 기압, 습도 등의 기상 요소들을 관측하는 곳이다.

## 국가별 현황

### 대한민국
대한민국 기상 관측의 경우 기상청이 주도하고 있다. 기상청은 지방 기상청, 기상대, 기상관측소에 설치되어 있는 관측 장비와 전국 각지의 자동기상관측장비를 통해 관측 정보를 수집하고 있다.

#### 지방 기상청
지방 기상청(地方氣象廳)은 전국에 7개청이 있으며, 2개의 기상지청(청주, 전주)이 있다.기상 관측 요소는 기상대와 같다. 지방기상청에서는 관할 지역의 광역예보와 주간예보를 할 수 있고 기상대보다 많은 기상공무원이 근무하고 있다.

##### 관할 지역
- 수도권지방기상청
  - 경기도, 인천광역시, 서울
- 강원지방기상청 (강릉 소재)
  - 강원도, 울릉도·독도
- 대전지방기상청
  - 경기도, 대전광역시, 인천광역시, 충청남도, 충청북도
- 광주지방기상청
  - 광주광역시, 전라남도, 전라북도
- 제주지방기상청
  - 제주특별자치도
- 부산지방기상청
  - 경상남도(울릉도, 독도 제외), 부산광역시, 울산광역시
- 대구지방기상청
  - 대구광역시, 경상북도

#### 기상대
기상대(氣象臺)는 45개소가 있으며 그 지역을 관할하는 지방기상청에 소속되어 있다.
기상관측소에서 관측하는 기상관측요소인 기압, 기온, 풍향, 풍속, 습도, 강수량(0.1mm, 0.5mm), 강우유무, 일사량, 일조시간, 지면온도, 초상온도 등은 종관기상관측장비(ASOS)로 자동 관측하고 일기(日氣), 시정, 운량, 운형, 증발량, 지중온도 등은 1시간마다 수동 관측 한다. 적설량은 자동적설관측장비 또는 적설판(또는 설척)으로 관측한다.
2008년 10월 30일 동네예보가 시행되면서 단행한 조직 개편으로 지방기상청에서만 갖고 있었던 기상 특·정보 발표 권한을 대구, 마산, 문산, 서산, 수원, 안동, 여수, 전주, 청주, 춘천 등 10개 기상대에 부여하였다.

#### 기상관측소
39개소의 기상관측소가 있으며, 그 지역을 관할하는 지방기상청과 기상대에 소속되어 있다.
기상관측소에서는 대부분 1명이 상주하여 유인관측 하였으나, 2008년 10월 30일 동네예보가 시행되면서 무인관측으로 전환되었다. 기상관측요소인 기압, 기온, 풍향, 풍속, 습도, 강수량(0.1mm, 0.5mm), 강우유무, 일사량, 일조시간, 지면온도, 초상온도 등은 종관기상관측장비(ASOS)로, 적설량은 자동적설관측장비로 자동 관측한다.

## 같이 보기
- 자동기상관측장비
- 일기예보관